# Un paradiso senza biliardo
Un paradiso senza biliardo è un film italiano del 1991, diretto da Carlo Barsotti.

## Trama
Due italiani emigrati in Svezia: Giuseppe, giovane toscano, negli anni cinquanta raggiunge nel paese scandinavo l'amico e compaesano Franco, con cui ha combattuto come partigiano durante la guerra. Al di là dei sogni di un diverso modo di vivere, resta la realtà di quello che non è un paradiso, perché manca sempre qualcosa che non si può raggiungere, al di là del "biliardo" evocato dal titolo. L'avventura di Giuseppe in Svezia non durerà molto, a differenza di quella di Franco.